# Stylopaulicea urbana
Stylopaulicea urbana är en mångfotingart som beskrevs av Christoph D. Schubart 1944. Stylopaulicea urbana ingår i släktet Stylopaulicea och familjen fingerdubbelfotingar. Inga underarter finns listade i Catalogue of Life.